# Ultimatum (Marvel Comics)
Ultimatum é a quinta série de quadrinhos da Marvel Comics sob a marca da Ultimate Marvel entre novembro de 2008 e julho de 2009. A série foi escrita por Jeph Loeb e ilustrada por David Finch. A primeira edição teve mais de 100 mil cópias vendidas, no entanto, a segunda edição perdeu 25 mil vendas.